# Avoti (Riga)
Avoti est un voisinage de la Banlieue de Latgale à Riga en Lettonie.

## Géographie
Le quartier d'Avoti est situé à proximité du centre-ville de Riga, sur la rive droite du fleuve Daugava. 
Avoti est bordé par les quartiers de Centrs, Grīziņkalns, Dārzciems et Maskavas forštate. 
Le quartier d'Avoti est limité  par les rues Artillerijas iela, Krāsotaiu iela, Lienes iela, Avotu iela, Augusta Deglava iela, Dzirnavu iela et Aleksandra Chakas iela ainsi que par la  ligne ferroviaire de Riga à Zemitani.
La superficie totale d'Avoti est de 1,815 km2 soit environ 60% de moins que la superficie moyenne des quartiers de Riga. Le périmètre du quartier a une longueur 5 974 mètres.
Le centre du quartier est Ziedondārzs, mais d'un point de vue économique, l'ensemble du territoire de la partie nord-ouest du quartier entre les rues Aleksandra Čakas et Avotu est important

## Transports
- Bus: 	 13, 20, 50, 51, 52, 63
- Trolleybus: 5, 11, 13, 22